# Campeonato Catarinense de Futebol Feminino de 2015
O Campeonato Catarinense de Futebol Feminino de 2015 foi a 9ª edição do principal torneio catarinense entre clubes na categoria feminina. A competição aconteceu nos dias 19 de agosto e 6 de dezembro.
Nesta edição o Kindermann conquistou o seu oitava título estadual da categoria, com uma campanha invicta e com 100% de aproveitamento.

## Equipes Participantes
| Equipe      | Município | Em 2014 | Estádio                  | Capacidade | Títulos (último) |
| ----------- | --------- | ------- | ------------------------ | ---------- | ---------------- |
| ARARASTUR   | Araranguá | ---     | CT Emerson Almeida       | ---        | ---              |
| Chapecoense | Chapecó   | ---     | Arena Condá              | 22.830     | ---              |
| Kindermann  | Caçador   | 1º      | SER Avaí (Rio das Antas) | ---        | 7 (2014)         |

## Forma de disputa
A competição será disputada em uma única Fase. Ambas as equipes participantes iniciarão a disputa com 0 (zero) ponto ganho.

### Fase Única
As três equipes jogam entre si, em dois jogos de ida e volta. Seria considerada a campeã da competição a equipe que, ao final de todos os jogos, obtivesse o maior número de pontos ganhos.

### Registro dos atletas
Teriam condição de jogo as atletas devidamente registradas na forma estabelecida no Regulamento Geral das Competições da Federação Catarinense de Futebol até um dia útil antes do início da competição.

### Premiações
A equipe que, ao final da competição fosse considerada a vencedora, seria atribuído o título de CAMPEÃ CATARINENSE DE FUTEBOL FEMININO DE 2015, à segunda colocada o título de VICE-CAMPEÃ, sendo que a campeã receberia um troféu, em caráter definitivo.
A equipe campeã da competição recebeu a vaga para representar o estado na Copa do Brasil de Futebol Feminino de 2015.

## Classificação
|  |                                                  |
|  | Campeão Catarinense de Futebol Feminino de 2015. |

## Jogos

### Primeira rodada
| 19 de agosto | Chapecoense | 0 – 5 | Kindermann | CT Água Amarela, Chapecó            |
| 15h00        |             |       |            | Árbitro: José Marcos Mazzetto Netto |

### Segunda rodada
| 23 de agosto | Kindermann | 5 – 1 | ARARASTUR | Estádio Carlos Alberto Costa Neves, Caçador |
| 15h30        |            |       |           | Árbitro: Fabiano Ferreira                   |

### Terceira rodada
| 26 de agosto | ARARASTUR | 4 – 0 | Chapecoense | Estádio Casa Lar, Araranguá        |
| 14h00        |           |       |             | Árbitro: Adroaldo Pacheco de Souza |

### Quarta rodada
| 31 de agosto | Kindermann | 2 – 0 | Chapecoense | Estádio Carlos Alberto Costa Neves, Caçador |
| 15h30        |            |       |             | Árbitro: Fabiano Ferreira                   |

### Quinta rodada
| 3 de setembro | ARARASTUR | 1 – 3 | Kindermann | Estádio Casa Lar, Araranguá |
| 14h30         |           |       |            | Árbitro: Cleomir Abegg      |

### Sexta rodada
| 6 de setembro | Chapecoense | 1 – 0 | ARARASTUR | CT da Chapecoense, Chapecó |
| 15h30         |             |       |           | Árbitro: Leomar Appel      |

## Campeão geral
| Campeonato Catarinense de Futebol Feminino de 2015 |
| -------------------------------------------------- |
| Kindermann 8º Título                               |